# Karola Pålsson
Karolina "Karola" Maria Pålsson, född 20 mars 1872 i Malmö, död 29 april 1931 i Malmö, var en svensk lärare. Hon var småskollärare vid Malmö stads folkskolor 1889-1931, ordförande i Malmö småskollärarinnors beklädnadsförening 1904, i Malmö småskollärarinneförening 1906, ledamot av styrelsen för Malmö folkskollärarförening 1906, av styrelsen för Landsföreningen för kvinnans politiska rösträtt i Malmö 1908-1918, av folkskolestyrelsen i Malmö 1912-1917, kassör för Malmö folkskolors fortbildningskurser 1917-1920, vice ordförande i styrelsen för Sveriges småskollärarinneförbund 1918 och dess ordförande 1921-1931, ledamot av centralstyrelsen för Sveriges allmänna folkskollärarförening 1921-1931.